# Кириром (национальный парк)
Национальный парк Кириром — национальный парк в Камбодже. Он находится, в основном, на территории округа Пномсруоть провинции Кампонгспы, небольшая его часть находится в соседней провинции Кахконг

## Описание
Парк располагается в восточной части Кардамоновых гор.
Он находится в 112 км от Пномпеня в стороне от Национального шоссе № 4, по дороге на Сиануквиль.
Кириром находится на высоте 675 м над уровнем моря и является первым в Камбодже официальным национальным парком.
В парке проложено много тропинок через сосновый лес, с большим количеством маленьких озер и водопадов; в недавнем прошлом его использовали красные кхмеры в качестве одной из своих баз..
Парк населяют популяции животных, среди которых азиатский слон, олень, гаур, бантенг, леопард, пятнистый линзанг, гиббон, тигр.
Кириром является популярным местом для отдыха горожан из Пномпеня.